# Andrius Pojavis
Andrius Pojavis (Jurbarkas, 25 november 1983) is een Litouwse zanger.

## Overzicht
Pojavis werd bekend bij het grote publiek door zijn deelname aan de Litouwse preselectie voor het Eurovisiesongfestival 2013. Na nipt door de voorrondes te zijn gekomen, won hij verrassend de finale op donderdag 20 december 2012. Hij mocht aldus Litouwen vertegenwoordigen op het Eurovisiesongfestival 2013 in het Zweedse Malmö met het nummer Something. Pojavis bereikte de finale en werd daarin 22ste.
1994: Ovidijus Vyšniauskas · 
1999: Aistė Smilgevičiūtė · 
2001: Skamp · 
2002: Aivaras · 
2004: Linas & Simona · 
2005: Laura & The Lovers · 
2006: LT United · 
2007: 4Fun · 
2008: Jeronimas Milius · 
2009: Sasha Son · 
2010: InCulto · 
2011: Evelina Sašenko · 
2012: Donny Montell · 
2013: Andrius Pojavis · 
2014: Vilija Matačiūnaitė · 
2015: Monika Linkytė & Vaidas Baumila · 
2016: Donny Montell · 
2017: Fusedmarc · 
2018: Ieva Zasimauskaitė · 
2019: Jurijus Veklenko · 
2021: The Roop · 
2022: Monika Liu · 
2023: Monika Linkytė · 
2024: Silvester Belt · 
2025: Katarsis